# Johnny Davis

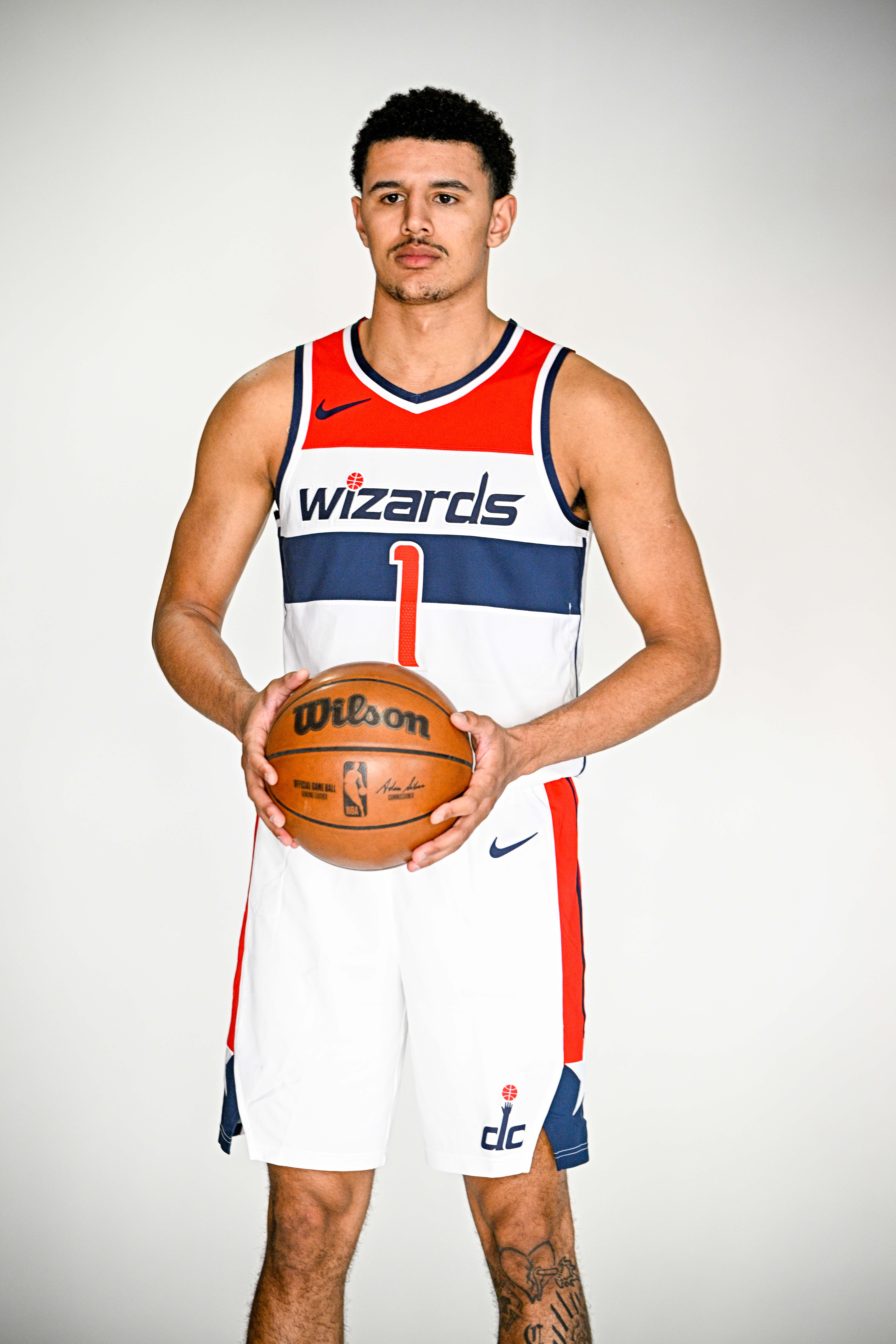
Johnny Davis, 2022.

Jonathan Christian "Johnny" Davis, född 27 februari 2002 i La Crosse i Wisconsin, är en amerikansk professionell basketspelare (SG/SF) som spelar för Memphis Grizzlies i National Basketball Association (NBA). Han har tidigare spelat för Washington Wizards.
Davis draftades av Washington Wizards i första rundan i 2022 års draft som tionde spelare totalt.
Innan han blev proffs studerade Davis vid University of Wisconsin–Madison och spelade för universitetets idrottsförening Wisconsin Badgers.
Han är son till Mark Davis.